# Les Lendemains qui chantent (livre)
Pour les articles homonymes, voir Les Lendemains qui chantent (page homonyme).
Ne doit pas être confondu avec Des lendemains qui chantent.
Les Lendemains qui chantent est l'autobiographie publiée à titre posthume de Gabriel Péri, journaliste et député communiste, fusillé comme otage au Mont-Valérien le 15 décembre 1941 par les Allemands.

## Présentation
Son autobiographie, publiée à titre posthume en 1947, contient sa lettre d'adieu, rédigée la veille de son exécution. Ce sont les derniers mots qu'il a écrits. Dans cette lettre figure la phrase suivante : « Je crois toujours, cette nuit, que mon cher Paul Vaillant-Couturier avait raison de dire que le communisme est la jeunesse du monde et qu'il prépare des lendemains qui chantent », dont la fin donne son titre au livre.